# Lockheed Martin X-44 MANTA
Lockheed Martin X-44 Multi-Axis No-Tail Aircraft (MANTA) byl konceptem bezocasého letounu bez řídících ploch, jehož směr letu měl být řízen vychylováním, tzv. vektorováním, tahu proudových motorů. Návrh letounu pocházel od firmy Lockheed Martin. Experimentální letoun X-44 MANTA chtěla využít jak NASA, tak i USAF. Konstrukce letounu měla vycházet z letounu F-22. 

## Konstrukce
Letoun X-44 MANTA, měl být postaven jako demonstrátor v plném měřítku. Měl k tomu být využit prototyp letounu F-22, který měl být vybaven zvětšeným delta křídlem (podobnou koncepci měl mít letoun FB-22). Letoun neměl mít vodorovné ani svislé ocasní plochy, což mělo přispět k lepším stealth vlastnostem. Zvětšená plocha křídla navíc měla umožnit zvýšení zásob paliva nebo nákladu. K ovládání letounu mělo sloužit vektorování tahu motorů, což mělo mít rovněž dobrý dopad na stealth vlastnosti letounu, neboť by neexistovali žádné řídící plochy letounu, které tyto parametry mohou zhoršit.
Na studii proveditelnosti X-44 se podílely organizace NASA, AFRL, Lockheed Martin a Pratt & Whitney s tím, že by první letoun neměl vzlétnout dříve než v roce 2007. Projekt byl však ukončen již v roce 2000.